# Pietro Gambacorta
Pietro Gambacorta o Pere de Pisa (Pisa, República de Pisa, 1355 - Venècia, 17 de juny de 1435) fou un eremita italià, cofundador de l'orde religiós dels Pobres Eremites de Sant Jeroni. És venerat com a beat per l'Església Catòlica Romana.

## Biografia
Pietro, nascut a Pisa o Lucca en una família noble i rica, els Gambacorta di Pisa; el seu pare, Pietro, havia estat governant de Pisa. Als 25 anys, després d'una joventut de disbauxa, va decidir renunciar a la vida acomodada i fer vida eremítica. Cap al 1377 arribà al mont Cesana, prop d'Urbino i s'hi instal·là. Vivia d'almoines en una cabana.
Cap al 1377 va fundar al costat de la seva ermita un monestir anomenat de Montebello (Isola del Piano, Úmbria) el primer eremitori de l'orde. Es diu que havia convertit dotze lladres que l'havia assaltat, i que, penedits, imitaren l'ermità i ells mateixos es feren eremites, formant una comunitat i donant origen a una congregació que prengué el nom de Pobres Eremites de Sant Jeroni. Pere condicionà dotze cel·les i trià Sant Jeroni d'Estridó com a patró, per la vida d'anacoreta que havia portat i per la devoció que hi havia envers el sant en la seva família. Va presciure la regla de vida, molt austera, amb períodes anuals de dejuni de quaranta dies, i dejunis cada dilluns, dimecres i divendres, com també les hores de pregària individual i d'assistència a l'ofici diví. La congregació fou aprovada per Martí V en 1421. En poc temps, l'orde s'estengué per Itàlia, sobretot al Ducat d'Urbino, avui les Marques: Pesaro, Urbino, Fano, Rímini, Venècia, Pàdua i Ferrara, tots ells fundats pel beat.

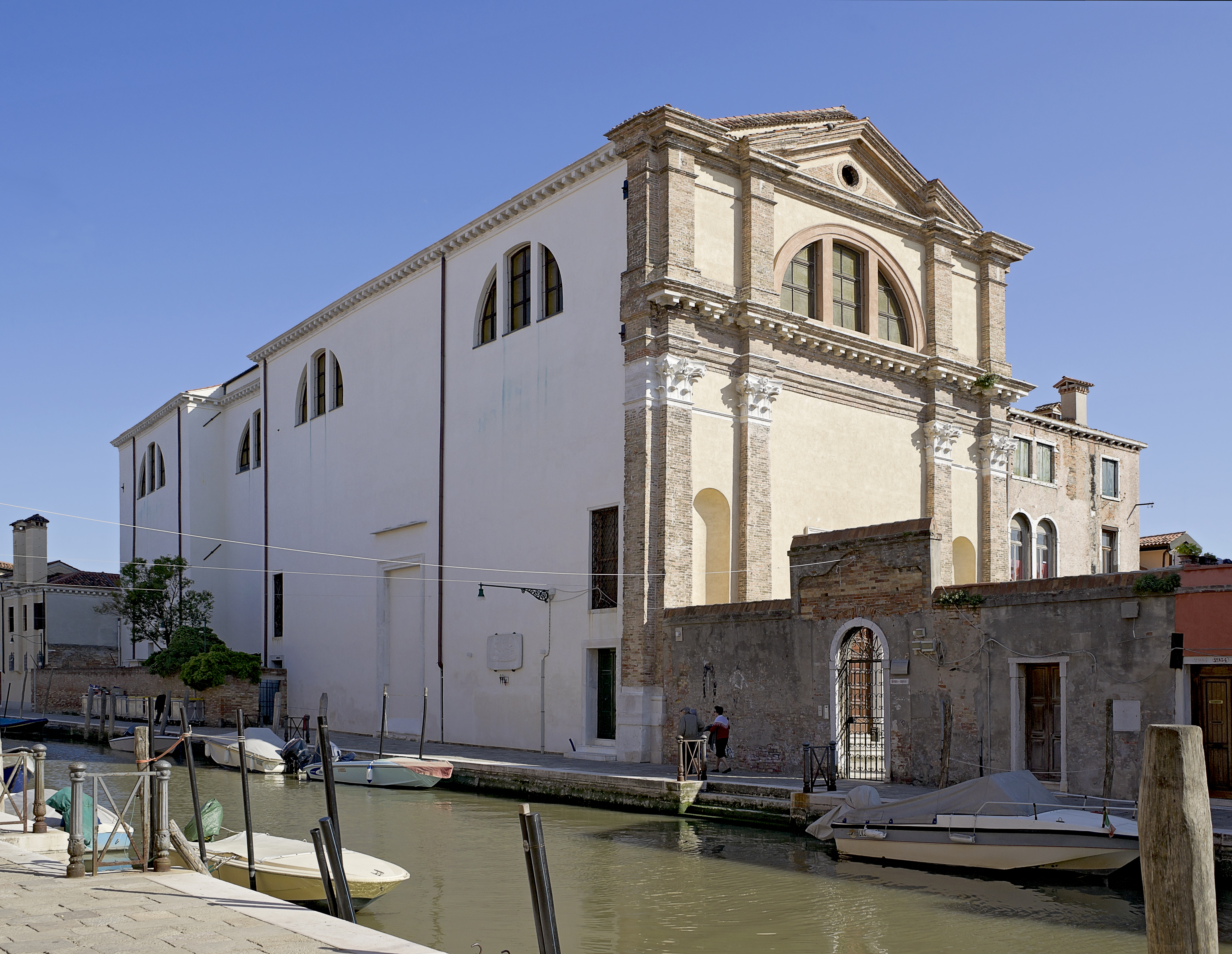
San Girolamo (Venècia), lloc d'enterrament del beat.

Quan el seu pare i dos germans van ésser assassinats en 1393 pel seu secretari, Pere estigué temptat de marxar i venjar-los, però restà a la cel·la i continuà amb la seva vida religiosa; com la seva cosina, també religiosa, la beata Clara Gambacorta, perdonà els criminals. En 1425 anà a Roma com a pelegrí i hi va conèixer Nicola da Forca Palena un altre eremita que havia fundat un eremitori similar al seu.
Pere Gambacorta va morir a Venècia, on era de viatge per assumptes de l'orde, el 12 de juny de 1435, al monestir de San Girolamo de les monges agustines, on era hostatjat; fou sebollit a l'església d'aquest monestir. Va ésser beatificat per Innocenci XII en 1693.